# Carlos Botín
Carlos Botín (Madrid, 14 januari 1900 - aldaar, 27 november 1988) was een Spaans atleet. Hij nam deel aan de Olympische Zomerspelen van 1920.

## Belangrijkste resultaten

### Olympische Zomerspelen
| Jaar | Plaats    | Discipline | Onderdeel             | Resultaten                                                                           |
| ---- | --------- | ---------- | --------------------- | ------------------------------------------------------------------------------------ |
| 1920 | Antwerpen | Atletiek   | 100 m (m)             | eerste ronde: 3e (reeks 8)                                                           |
| 1920 | Antwerpen | Atletiek   | 200 m (m)             | DNS                                                                                  |
| 1920 | Antwerpen | Atletiek   | 4x100 m estafette (m) | eerste ronde: 3e (reeks 1)samen met: Félix Mendizábal Diego Ordóñez Federico Reparaz |

### Persoonlijke records
| Onderdeel | Tijd    | Jaar |
| --------- | ------- | ---- |
| 100 m     | 11,2 s. | 1920 |